# Cry of the Afflicted
Cry of the Afflicted  was een christelijke post-hardcoreband uit Kelowna, Brits-Columbia, die actief was van 2003-2008.

## Geschiedenis
Cry of the Afflicted werd geformeerd in 2003. De groep nam haar eerste single, "Tale of a Soul", op in januari 2004 en werd al snel befaamd in de lokale omgeving. De eerste ep From The Shadows werd uitgebracht op 24 september 2004 en in de volgende maand toerde Cry of the Afflicted door Canada.
Hiervoor had de groep getoerd als support voor bands als Misery Signals, Means, Bury Your Dead en Stutterfly.
Garrett (vocals), James (gitarist), en Nik (bassist) waren leden van een band About Face. Nik ontmoette Troy (drums) op het strand in 2003 en ze raakten aan de praat over muziek. Troy en Steve (gitaar) speelden in een andere band uit Kelowna. Samen begonnen ze te spelen en besloten ze een band op te richten. Ze wezen Ethics Industries in 2004 aan als hun manager.
De band bracht zijn eerste volledige album, Consume This Wasteland, uit in juni 2006.
Cry of the Afflicted ondertekende een contract bij Solid State Records op 30 januari 2007, en nam al snel een album op met Jeff Schneeweis.  was hun nieuwe album The Unveiling, dat 10 tracks bevat, werd uitgebracht op 14 augustus.
In december 2007 kondigde de band aan dat Steve Lockhart de groep ging verlaten. Lockharts laatste show met de band was op 12 december 2007 in Kelowna. Zijn vervanging is onbekend alhoewel Tyler Schwindt, van Library zijn plaats in nam voor de komende tour met Emery. Sindsdien hebben ze niet meer getoerd. 
Op 2 oktober 2008 speelde Cry of the Afflicted, volgens henzelf, waarschijnlijk de laatste show. Ze hadden geen plannen om nog een nieuw album te schrijven of op te nemen. Voor deze show kwam gitarist Steve Lockhart terug. Voor veel fans bleek uit deze show dat er niet meer de energie van vroeger in zat. Dat zou natuurlijk te maken kunnen hebben met het feit dat ze sinds de tour met Emery in de lente van 2008 niet meer gespeeld hadden.
Ondanks de stop van de band, gaf bassist Nik Wagener zijn muzikale talent niet op, en in april 2008 startte hij samen met 4 andere leden een band genaamd Moments. 
In oktober 2009 kondigde de band een reünieshow aan in West Kelowna.
De band is christelijk en dit is ook duidelijk te merken aan de teksten van de songs.

## Huidige leden
- Garrett Packer - zang (2003-2008)
- Nik Wagner - basgitaar en zang (2003-2008)
- Troy Doell - drums (2003-2008)
- James Johnson - gitaar en zang (2007-2008)

## Voormalige leden
- Steve Lockhart - gitaar (2003-2007)
- Tyler Schwindt - gitaar (2007)

## Discografie

### Albums
- Consume This Wasteland (2006)
- The Unveiling (Solid State, 2007)

### Ep's
- From the Shadows (2004)